# Construction des entiers relatifs
Pour un article plus général, voir Entier relatif.
En mathématiques, la construction du groupe abélien {\displaystyle (\mathbb {Z} ,+)} des entiers relatifs est un exemple standard de symétrisation d'un monoïde commutatif, en l'occurrence, le monoïde {\displaystyle (\mathbb {N} ,+)} des entiers naturels.
Une structure d'anneau et une relation d'ordre sont de plus conférables à l'ensemble des entiers relatifs obtenu.

## Construction de l'ensemble Z

Les points rouges représentent les couples d'entiers modélisant les relatifs. Les points rouges reliés par des pointillés bleus appartiennent à la classe d'équivalence du nombre relatif situé dans le prolongement de la ligne, lui aussi en bleu.

L'ensemble {\displaystyle \mathbb {N} } des entiers naturels, muni de la loi interne addition, est un monoïde commutatif ; le but est de rajouter un opposé (élément symétrique pour l'addition) pour chaque entier non nul, en définissant également l'addition avec ces nouveaux éléments.
Partant de la notion naïve d'entier relatif, si on veut définir {\displaystyle -2} avec des entiers naturels, on peut l'exprimer comme {\displaystyle 0-2}, ou comme {\displaystyle 5-7}…, donc comme la différence de deux entiers naturels. Cela pose problème car, d'une part l'écriture n'est pas unique, et d'autre part, la soustraction n'a pas toujours un sens avec les entiers naturels.
Considérons  donc des couples d'entiers, de la forme {\displaystyle (n_{1},n_{2})}. Naïvement, le couple {\displaystyle (n_{1},n_{2})} correspond à l'entier relatif {\displaystyle n_{1}-n_{2}}. Pour supprimer les doublons, les couples qui correspondent au même entier relatif seront regroupés.
Pour cela, on définit sur {\displaystyle \mathbb {N} \times \mathbb {N} } une relation d'équivalence {\displaystyle R}, par :
{\displaystyle (n_{1},n_{2})R(n_{1}',n_{2}')\Leftrightarrow n_{1}+n_{2}'=n_{1}'+n_{2}}. Intuitivement, {\displaystyle n_{1}+n_{2}'=n_{1}'+n_{2}} est équivalent à {\displaystyle n_{1}-n_{2}=n_{1}'-n_{2}'}, mais cette première expression n' utilise pas la soustraction, qui n'est pas définie. On définit ainsi l'équivalence de deux couples, par l'égalité de la différence entre leur premier et leur second terme, en n'utilisant que la somme. {\displaystyle R} est ainsi parfaitement défini.
Les classes d'équivalence, regroupement de tous les couples équivalents pour la relation {\displaystyle R}, s'obtient en prenant l'ensemble quotient par cette relation. On définit donc : {\displaystyle \mathbb {Z} =(\mathbb {N} \times \mathbb {N} )/R}

## Définition de la structure de groupe

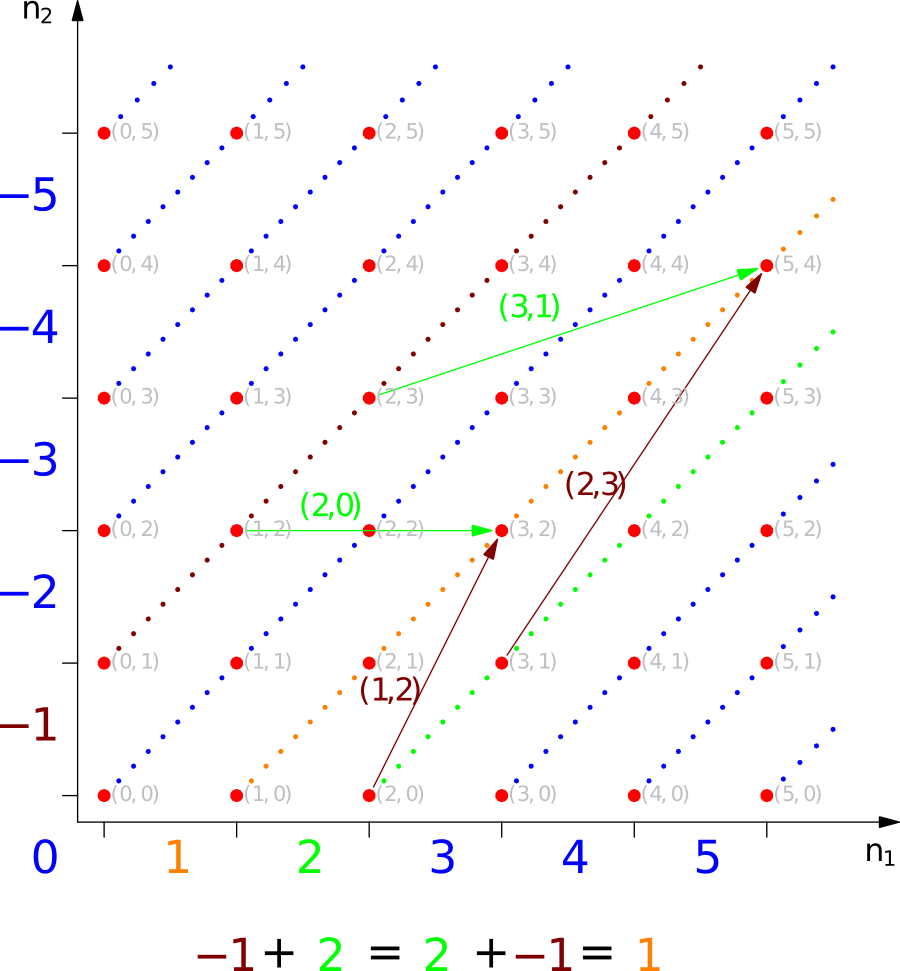
Addition de 2 et de -1, ainsi que de -1 et de 2 avec différents représentants.

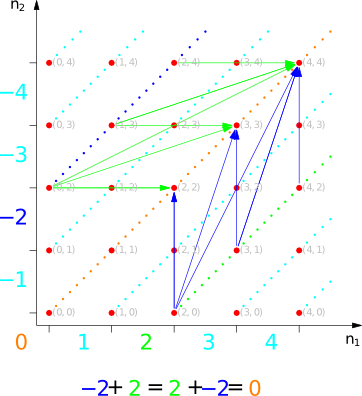
Addition de 2 et de -2, ainsi que de -2 et de 2 avec différents représentants.

Disposant maintenant de l'ensemble des entiers relatifs, il reste à définir l'addition sur ces derniers. On dispose de la définition sur les entiers naturels ; on peut définir une opération sur les couples d'entiers naturels, et comme elle est compatible avec la relation {\displaystyle R}, elle donne une opération sur les entiers relatifs.
On définit la somme de deux couples d'entiers {\displaystyle (n_{1},n_{2})} et {\displaystyle (n_{1}',n_{2}')} par : {\displaystyle (n_{1},n_{2})+(n_{1}',n_{2}')=(n_{1}+n_{1}',n_{2}+n_{2}')} ; cette opération est commutative, associative et d'élément neutre {\displaystyle (0,0)} sur les couples d'entiers ; elle passe au quotient, pour donner sur {\displaystyle \mathbb {Z} } une structure de monoïde commutatif, dont le neutre est la classe de {\displaystyle (0,0)}, constituée des couples {\displaystyle (n,n)}.
Il reste à trouver un opposé à tout entier relatif : si {\displaystyle (n_{1},n_{2})} représente un entier relatif dans les couples d'entiers, {\displaystyle (n_{1},n_{2})+(n_{2},n_{1})} est égal à {\displaystyle (n_{1}+n_{2},n_{1}+n_{2})} donc équivalent à {\displaystyle (0,0)}. La classe d'équivalence de {\displaystyle (n_{2},n_{1})} est donc opposée à la classe d'équivalence de {\displaystyle (n_{1},n_{2})}.

## Vérification du prolongement
On va montrer qu'il y a un morphisme de monoïdes injectif de {\displaystyle \mathbb {N} } dans {\displaystyle \mathbb {Z} } ; de cette façon, on pourra voir un entier naturel comme un cas particulier d'entier relatif. Ceci est conforme à l'idée naïve des entiers relatifs.
Soit {\displaystyle n} un entier naturel ; on lui associe la classe du couple {\displaystyle (n,0)}. On voit alors que :
- {\displaystyle 0} a pour image la classe de {\displaystyle (0,0)}, donc le {\displaystyle 0} des entiers relatifs ;
- {\displaystyle n+n'}, la somme de deux entiers, a pour image la classe de {\displaystyle (n+n',0)}, qui est la somme des classes de {\displaystyle (n,0)} et {\displaystyle (n',0)}.

Par ailleurs, cette application est injective, puisque si les classes de {\displaystyle (n,0)} et {\displaystyle (n',0)} sont égales, c'est précisément  que {\displaystyle n=n'}.

## Écriture simplifiée des éléments de Z
Notons (n ; m) la classe d'un couple d'entiers naturels (n, m). Elle est de l'un des trois types suivants :
- (d ; 0) si n > m avec n = m + d et d non nul
- (0 ; d) si n < m avec n + d = m et d non nul
- (0 ; 0) si n = m

Or l'ensemble des classes (d ; 0) est isomorphe à {\displaystyle \mathbb {N} } ; on note donc ces classes sous la forme simplifiée d.
D'autre part, pour d non nul, les classes (d ; 0) et (0 ; d) sont opposées. En effet, (d ; 0) + (0 ; d) = (d ; d) = (0 ; 0). On note donc les classes (0 ; d) sous la forme simplifiée (–d).
L'ensemble {\displaystyle \mathbb {Z} } retrouve alors sa forme plus classique de {\displaystyle \mathbb {N} \cup \{(-d)\mid d\in \mathbb {N} ^{*}\}}.

## Définition de la multiplication
On peut alors définir la multiplication comme suit :
{\displaystyle (n_{1},n_{2})\times (m_{1},m_{2})=(n_{1}m_{1}+n_{2}m_{2},n_{1}m_{2}+m_{1}n_{2})} (toujours en s'inspirant de l'analogie avec les entiers relatifs naïfs).
Cette opération définie sur {\displaystyle \mathbb {N} \times \mathbb {N} } est associative, commutative, possède un élément neutre (1, 0) et est distributive pour l'addition précédemment définie. De plus, elle est compatible avec la relation d'équivalence. Par passage au quotient, elle confère à {\displaystyle \mathbb {Z} } une structure d'anneau unitaire.
Les égalités
{\displaystyle (d,0)\times (d',0)=(dd',0)}
{\displaystyle (d,0)\times (0,d')=(0,dd')}
{\displaystyle (0,d)\times (0,d')=(dd',0)}
permettent les écritures
{\displaystyle d\times d'=dd'}
{\displaystyle d\times (-d')=(-dd')}
{\displaystyle (-d)\times (-d')=dd'},
qui permettent de démontrer que l'anneau est aussi intègre.

## Définition de la relation d'ordre
On a : {\displaystyle \mathbb {N} \cup (-\mathbb {N} )=\mathbb {Z} }   et  {\displaystyle \mathbb {N} \cap (-\mathbb {N} )=\{0\}}.
Ceci, lié au fait que {\displaystyle \mathbb {N} } est une partie de {\displaystyle \mathbb {Z} } stable par somme et produit, permet de démontrer que la relation binaire sur {\displaystyle \mathbb {Z} } définie par :
{\displaystyle x\leqslant y\iff y-x\in \mathbb {N} }
est une relation d'ordre total sur {\displaystyle \mathbb {Z} } qui prolonge celle de {\displaystyle \mathbb {N} }, et qu'elle est compatible avec l'addition ainsi que la multiplication par un élément positif. On en déduit également qu'une partie non vide de {\displaystyle \mathbb {Z} } minorée (respectivement majorée) possède un minimum (respectivement un maximum).

## Constructions alternatives
En informatique théorique, d'autres méthodes de constructions des entiers relatifs sont utilisées par les outils de démonstration automatique de théorèmes et de réécriture de termes. Les entiers relatifs sont représentés comme des termes algébriques construits à partir de quelques opérations de base (par exemple zero, succ, pred...) et, éventuellement, à partir d'entiers naturels que l'on suppose avoir été préalablement construits selon la méthode de Peano.
On recense, au minimum, une dizaine de telles constructions des entiers relatifs. Ces constructions diffèrent en plusieurs points : le nombre des opérations de base utilisées ; le nombre (généralement entre 0 et 2) et le type des arguments acceptés par ces opérations ; l'utilisation ou non des entiers naturels comme arguments de certaines de ces opérations ; le fait que ces opérations soient libres ou non, c'est-à-dire qu'un même nombre relatif corresponde à un seul ou à plusieurs termes algébriques.
La technique de construction des entiers relatifs par symétrisation présentée ci-dessus correspond d'ailleurs au cas particulier où l'on n'a qu'une seule opération de base pair{\displaystyle (x,y)} qui prend comme arguments deux entiers naturels {\displaystyle x} et {\displaystyle y} et renvoie un entier relatif (égal à {\displaystyle x-y}). Cette opération n'est pas libre puisque l'entier relatif 0 peut s'écrire pair(0,0), ou pair(1,1), ou pair(2,2), etc. Cette technique de construction est utilisée par l'assistant de preuve Isabelle/HOL ; cependant, de nombreux autres outils utilisent des techniques de construction différentes, notamment celles avec des constructeurs libres qui sont plus simples et s'implémentent plus efficacement dans les ordinateurs.

## Référence
1. ↑  
(en) Hubert Garavel « On the Most Suitable Axiomatization of Signed Integers » (2017)  (DOI 10.1007/978-3-319-72044-9_9, lire en ligne)
—Post-proceedings of the 23rd International Workshop on Algebraic Development Techniques (WADT'2016)
— « (ibid.) », dans Lecture Notes in Computer Science, vol. 10644, Springer, p. 120-134